# Die Stadt hinter dem Strom
Die Stadt hinter dem Strom ist ein 1947 in Berlin erschienener Roman des Schriftstellers Hermann Kasack.
Das existentialistische Werk steht in der Tradition von Kubins Roman Die andere Seite und gehört zu den bedeutenden Romanen der deutschen Nachkriegsliteratur. Der Autor erhielt 1949 für dieses Werk den Fontane-Preis. Hans Vogt komponierte nach dem Werk eine Oper in 3 Akten, welche am 3. Mai 1955 in Wiesbaden uraufgeführt wurde.

## Handlung
Hauptfigur des Romans ist der Orientalist Dr. Robert Lindhoff, der mit dem Zug in eine ihm noch unbekannte Stadt reist, da er einen Brief der dortigen Präfektur erhalten hat, die ihm eine besondere Stellung innerhalb der Verwaltung anbietet. Eine Brücke spannt sich über den breiten Grenzfluss kurz vor der Endstation. Hier fährt er mit einer Straßenbahn bis zur letzten Haltestelle. Niemand erwartet ihn. An einem Platz füllen Mädchen und Frauen ihre Kannen an einem Brunnen; eine von ihnen bedeutet ihm, ihr zu folgen. Sie erinnert ihn vage an seine Geliebte Anna Mertens, und er begleitet sie zu einer Nische in einem Kellergewölbe, in der er seinen Koffer abstellt. In den Räumen daneben haben sich viele Menschen zu einem Essen versammelt. Unvermittelt trifft er seinen Vater, den er tot geglaubt hatte. Der Justizrat begrüßt ihn freudig und teilt ihm mit, dass er den Scheidungsprozess Mertens gegen Mertens bearbeite, der hier in zweiter Instanz verhandelt werde. Als die schrille Glocke eines Weckers ertönt, wird Robert im Gedränge der Aufbrechenden von seinem Vater getrennt und versucht, sich in dem Labyrinth zurechtzufinden. Schließlich gelangt er zur Präfektur und erfährt von dem Hohen Kommissar, dass ihn hier das Amt eines Archivars und Chronisten erwarte, um die Gebräuche und Eigentümlichkeiten der Stadt und das Schicksal ihrer Bewohner aufzuzeichnen. Ihm wird ein Ausweis ausgehändigt, der ihm überallhin Zutritt gestattet, sowie ein Quartier-, Essens- und Kaufschein. Diensträume befänden sich im Alttor.
Auf seinem Weg zu dem Gasthof, der ihm empfohlen wurde, fällt ihm der marode Zustand der Stadt auf: Es gibt nur wenige intakte Gebäude, die Wände haben Risse, leere Fassaden und nackte Außenmauern mit kahlen Fensterreihen wie nach einem Bombenangriff ragen in die Höhe, die Straßen sind vernachlässigt. Es scheint, als wäre ein Krieg oder eine Naturkatastrophe über die Gegend hereingebrochen. Eine Frau schrubbt mit Hingabe die Bretter, die an Stelle der Fenster eingesetzt waren, als ob es sich um Glasscheiben handelte. Es ist eine sinnlose Tätigkeit ohne erkennbaren Nutzen. Im Gasthof bekommt er ein Zimmer zugewiesen und lässt während des Essens, das aus Suppe und verschiedenen Salaten und Gemüsen besteht, eine langwierige Zeremonie über sich ergehen. Er ist der einzige Gast. In einem der unterirdischen Gänge trifft er unvermutet seinen Jugendfreund, den Maler Walter Katell. Sie begrüßen sich herzlich und Katell erzählt, dass er den Auftrag hat, einige alte Fresken instand zu setzen. Als der Maler jedoch erfährt, dass Robert als Archivar eingestellt ist, wird die Beziehung merklich distanzierter. Die beiden beobachten beim Weitergehen Frauen, die imaginäres Hab und Gut begutachten und die eingebildeten Besitztümer in nicht vorhandene Truhen und Schränke einordnen, bis wiederum ein Weckersignal ertönt und sie sich zerstreuen. Katell, der die rätselhafte Szene in seinem Skizzenbuch festgehalten hat, sagt, dass die Trainingsstunde zu Ende sei.
Am nächsten Tag begibt sich Robert zu seiner neuen Arbeitsstelle im Alttor und wird von Perking, einem der Beamten des Archivs, empfangen. Dieser unterrichtet ihn über den Zweck des Archivs, nämlich Schriftstücke aus allen Zeiten und Kulturen zu sammeln, zu überprüfen und über Wert und Unwert zu entscheiden. Das Urteil spräche sich selbst; so würden Schriften, die nicht genügend Geist oder zu viel Privates und Subjektives enthielten, automatisch aussortiert. Im Alttor befindet sich auch ein Arbeits- und Schlafraum für Robert mit einem geheimen Zugang zu einem der Katakombenwege, der über eine Falltüre erreichbar ist. Für die Chronik erhält er einen dicken Leerband. Aus dem Fenster blickend, gewahrt er einen Zug mit Kindern, gesäumt von vielen Zuschauern, wobei ihm einfällt, dass er in der Stadt nirgends Kinder gesehen hat. Als er Anna vor dem Tor entdeckt, eilt er auf sie zu und geht mit ihr zum Brunnenplatz. Seit ihrer Fahrt ins Gebirge hatte er nichts mehr von ihr gehört. Erstaunt entdeckt er, dass ihr Schatten eine Spur heller ist als seiner. Anna wird daraufhin kurz ohnmächtig. Als er ihren Puls fühlen will, bemerkt er einen dicken Verband an ihrem Handgelenk. Wieder erholt, zieht sie Schuhe und Strümpfe aus und taucht ihre Füße ins kühle Brunnenwasser. Sie verabreden sich für später, wobei Robert ihre Sachen bis dahin verwahren soll. Er betritt einen Dom, in dem Ritter, Fürsten und Heilige unbeweglich auf Podesten stehen. Nach einem Signal löst sich die Starre der Abbilder und sie verlassen das Kultgebäude; es stellt sich heraus, dass Bewohner der Stadt die Figuren in einer „Übungsstunde“ dargestellt hatten. Annas Schuhe und Strümpfe bleiben auf einem Sockel zurück, wo Robert sie hingelegt hat.
Tags darauf richtet er sich im Archiv ein; ein junger Bücherpage hat sein Essen aus dem Gasthof geholt. Am Brunnenplatz trifft er Anna. Sie darf von einem Gemeinschaftsquartier in die Erbvilla ihrer Eltern übersiedeln. Robert begleitet sie dorthin und wird ihren Eltern vorgestellt. Anna bezieht ihr Zimmer und spricht mit Robert über ihr Kennenlernen und ihre jeweiligen Ehepartner: Als Anna mit einem perforierten Blinddarm in ein Krankenhaus eingeliefert wurde, operierte sie ein Arzt erfolgreich und heiratete seinen „Fall“ praktisch vom Krankenbett weg. Robert war damals oft Gast beim Ehepaar Mertens, er verliebte sich in Anna, und sie sich in ihn. Unvermittelt erscheint Roberts Vater in Annas Zimmer, um den Scheidungsprozess wieder aufzurollen, doch erfährt er, dass sein Sohn und Anna ein Liebespaar waren, wenn auch nur platonisch. Seine Rolle ist damit zu Ende; die Aufenthaltsberechtigung wird ihm entzogen.
Im Gasthof befehligt ein neuer Patron, der alte wurde abgeholt. Robert übersiedelt nun ganz ins Archiv. Dort sucht er den Siegelbewahrer Meister Magus im tiefsten der unterirdischen Stockwerke auf. Dieser befindet sich am längsten hier; ihm sind die geheimen Protokolle anvertraut. Der Archivar bekommt erste Einblicke in die Arbeit des Archivs und insbesondere in die Bewahrungsdauer der Schriftstücke. Er betreibt vorerst private Studien zu seinem ehemaligen Wissensgebiet, indem er sich in alte Überlieferungen, Riten und Legenden vertieft. Der junge Bücherpage Leonhard erinnert ihn von ferne an einen Mitschüler, der im Alter von 17 Jahren im Meer ertrunken war. Das anfangs steife Verhältnis lockert sich allmählich, und der junge Mann steht immer mehr zu seiner Verfügung. Bei einem seiner Erkundungsgänge gelangt er in noch unbekannte Bezirke, wo die Zerstörung größere Ausmaße erreicht hat. Er gerät auf einen Platz mit Magazinen, Kaufhallen und Händlern, die gebrauchte Kleidung und Dinge des täglichen Bedarfs feilbieten. Robert erwirbt einen Spitzenschal für Anna und einen Wanderstock für sich gegen einen Abschnitt seiner amtlichen Kaufkarte. Er beobachtet einen regen Tauschhandel, bei dem eine Jacke gegen Stiefel den Besitzer wechselt; neue Tauschangebote werden gemacht und Robert wird schließlich zum Schiedsrichter bestellt. Schal und Stock werden ihm dabei entrissen, und am Ende befindet sich jeder wieder im Besitz seines alten Stückes. Robert sieht sich um seine Käufe geprellt.
Er trifft Anna, die er lange nicht mehr gesehen hat, in der Erbsiedlung, und sie teilt ihm mit, dass der Reiseverkehr in letzter Zeit zugenommen hat. Am Heimweg entdeckt er in dem Katakombengang den Zugang zu der Falltüre und die Strickleiter, die zu seinen Räumen führt. Er weist Leonhard an, stets zwei Gedecke und eine zweite Kanne Wein bereitzustellen.
Mit Katell besucht er eine Fabrik zur Produktion von Kunststeinen. Sie werden durch die Werkhallen geführt und beobachten das Herstellungsverfahren, wobei der angelieferte Staub zu Brei erhitzt und die Masse in ein Drahtgeflecht gegossen wird. So werden unzählige Steinwürfel hergestellt, deren Verwendungszweck Robert nicht klar ist. Die beiden besichtigen anschließend die Gegenfabrik, in welcher Steine zu Staub zermahlen werden; das Material für die Zerkleinerung erhält die Fabrik von der ergänzenden Hälfte – ein Sinnbild für die Vergeblichkeit allen Tuns und den Erhalt der Materie; die Fronarbeit der Menschheit wird damit versinnbildlicht. Als er zurück ins Archiv möchte, gerät er in eine alte Sackgasse, wo er sich selbst in vielfacher Variation und Verkleinerung findet. Wie in einem Spiegelgefängnis entstehen immer neue Figuren, die das, was er dachte, vollziehen. Schließlich findet er verstört aus dem Labyrinth heraus, wo ihn Katell erwartet und mit ihm in die Stadt zurückgeht. Zwar macht er sich einige Notizen über seine Erlebnisse, reißt jedoch die beschriebenen Seiten wieder aus dem Chronikband heraus. Auf Anregung von Perking hält er Sprechstunden für die Bevölkerung ab und hört sich geduldig persönliche Anliegen oder Beschwerden an. Ein Musiker, der die Aufführung einer seiner Sinfonien anregt, scheitert daran, dass er keine Melodien und keinen Gesang mehr zuwege bringt – in der Stadt gibt es offensichtlich keine Musik. Die gesammelten Werke eines Schriftstellers zerfallen vor Roberts Augen zu Staub.
Bisweilen greift der Protagonist aktiv in das Stadtgeschehen ein, so bei einer Versammlung von misshandelten und gefolterten Menschen, die an Christenverfolgungen, Hexenprozesse und Massenausrottung von Andersdenkenden, Andersgläubigen und fremden Völkern erinnert, vor allem aber an den Holocaust. Schwarzgekleidete Gestalten rechtfertigen ihre Handlungen als Dienst der jeweils herrschenden Regierung im Namen einer Idee und des Glaubens an die Macht des Staats, der Religion oder des Geldes. Nachdem Robert eine Rede gehalten hat, sacken die schwarzen Popanzen in sich zusammen. Als Dank bekommt er eine Schriftenrolle mit Protokollen der Schrecksekunde, die im Augenblick des Todes entstanden sind. Rasende Kopfschmerzen plagen ihn, und wie lange er schon hier ist, weiß er nicht mehr. Er hat jegliches Zeitgefühl verloren. Die Zahl der Ankommenden steigert sich seit einiger Zeit, eine vorzeitige Räumung der Stadt wird erwartet.
Als er Anna wieder trifft, führt er sie über die Falltüre in seine Kammer. Leonhard hatte alles für ein intimes Zusammensein vorbereitet: Wein, Essen, Kerzen. Anna zeigt ihm den Schnitt in die Pulsader, den sie sich bei ihrer Fluchtreise ins Gebirge aus innerem Schuldgefühl und Verzweiflung über ihre Lage beigebracht hat. Nun endlich erfüllen sie sich ihre Liebe. Mitten in ihrer Umarmung schreckt Anna plötzlich hoch und erkennt voller Grauen, dass er im Gegensatz zu ihr lebt und macht ihm damit klar, dass er sich in der Stadt der Toten befindet. Robert entdeckt, dass sie durch ihre Wunde freiwillig aus dem Leben schied und über den Strom kam, der die Lebenden von den Toten trennt. Sie fällt in einen schlafähnlichen Zustand, woraus sie erst am Morgen ermattet erwacht. Beim Frühstück bittet sie ihn drei Mal, sie ins Leben mitzunehmen, wenn er zurückgeht. Er verspricht, sie nach Hause zu begleiten, möchte jedoch vorher im Archiv nach dem Rechten sehen. Anna wartet eine Zeitlang auf ihn, doch er kommt ihr nicht nach. Als sie schließlich ins Erbhaus zurückgeht, wirft sie keinen Schatten mehr. Die Villa ist von fremden Ankömmlingen besetzt und ihr bleibt nur eine kleine Kammer. Nunmehr im Besitz der Wahrheit, erkennt Robert auch in Leonhard seinen ehemaligen Schulkameraden, der 17-jährig hierher kam, und dass die Toten in diesem Zwischenreich verweilen, wenn sie noch eine Funktion zu erfüllen haben oder etwas zu Ende bringen wollen.
Robert war von einem jungen Soldaten aufgehalten worden, der ihn bittet, ihn zu den Tempelkasernen zu begleiten. Hier gibt es Kriegsleute aller Zeiten und Dienstgrade, die sich über die letzten Schlacht unterhalten, die sie miterlebt haben; es werden lebende Gruppenbilder über historischen Kämpfe und einzelne Heldentaten aufgeführt. Sie tragen Phantasieuniformen und nur Attrappen von Waffen; es werden flammende Reden gehalten über Pflicht, Sieg oder Untergang, Töten auf Befehl oder Frieden für die Zukunft. Die Soldaten wähnen sich in Gefangenschaft und möchten über den Strom fliehen, wozu sie Roberts Beistand erhoffen. Er klärt sie jedoch über ihre tatsächliche Lage auf, dass sie nämlich gefallen seien und durch ihren gewaltsamen Tod um das Erlebnis des Sterbens betrogen wurden. Daraufhin stürzen die Kasernen ein und die Zeichen der falschen Ehre des Ruhms – Waffen und Uniformen – gehen in einem gewaltigen Scheiterhaufen unter.
Allmählich zeigt sich, zu welchem Zweck das Archiv besteht: Lebende Menschen wie Dichter und Schriftsteller, kehren als Gäste in ihren Schöpfungsstunden hier ein, bedienen sich dieser Quellen und holen sich ihre Anregungen. Obwohl der Band der Chronik immer noch leer ist, räumt Perking den Schreibtisch auf und spricht den Archivar mit Meister Robert an. Offensichtlich ist seine Zeit hier bald zu Ende. Vom Großen Don, einem Herrn im grauen Zylinder, wird er eingeladen, einem Appell beizuwohnen, bei dem viele Stadtbewohner gemustert und auf ihrem Weg weiter geschickt werden, um Platz für die zahlreichen Neuankömmlinge zu schaffen. Unzählige Tote sind auf dem Platz vor der Präfektur versammelt. Sie ziehen paarweise vorbei und verkörpern Gegensätze wie Trauer und Freude, Recht und Unrecht, Täter und Opfer. Die beiden Hälften sorgen damit für einen Ausgleich in der Geisteswelt. Bei dieser Musterung sind alle Geschlechter, Berufe und Altersklassen vertreten. Scharen von Menschen drängen sich um Schilder mit den Kennworten Genießer, Marionetten, Abenteurer, Statisten, Träumer und Spießer. In Käfigen mit Grammophontrichtern sitzen Staatstyrannen und Demagogen, die sich ihre eigenen Reden und Lügen unaufhörlich anhören müssen, mit denen sie früher ihr Volk aufgehetzt und verführt haben. Gelegentlich wird ein Paar von dem Herrn im grauen Zylinder für eine gewisse Zeitspanne begnadigt; dieser Freispruch betrifft auch Leonhard und seinen ehemaligen Lehrer, der mitschuldig an seinem Tod war. Er war hämisch, herrschsüchtig und ungerecht gewesen. Nach der paarweisen Aufstellung löst sich die Verknüpfung wieder auf und jeder wird alleine weiter gewiesen. Da Robert den Großen Don bitten will, Anna freizugeben, richtet er das Wort an ihn und hält eine leidenschaftliche Rede über sein Verhältnis zu ihr. Sein Gegenüber schweigt zu allem, klatscht aber am Ende Beifall.
Der Archivar wird schließlich von Leonhard durch einen unterirdischen Gang zu einer niedrigen Hütte geführt. Hier hat die Präfektur ein letztes Liebesmahl für Robert und alle diejenigen bereitet, welche er im Leben näher gekannt hat. Tatsächlich trifft er seinen Vater, Annas Eltern und Katell wieder, auch viele Freunde und Freundinnen von früher; Anna ist jedoch nicht darunter. Vor jedem Gast steht eine brennende Kerze; verlöscht diese, verlässt er den Saal. Als letzter geht der Maler. Nun soll Robert alleine in die entlegensten Gefilde der Stadt gehen, „bis an die Grenze des Möglichen“. Im Dämmerlicht und Nebel erkennt er einen breiten steinigen Weg, durch einen Abgrund getrennt befindet sich parallel dazu ein schmaler Saumpfad für die Wanderer aus der Stadt. Es sind schwankende Gestalten, Schemen, ohne Gewand und erkennbare Gesichtszüge. Roberts Steig wird immer enger, während der Pfad der Dämonen breit geworden ist. Der tiefe Abgrund ist zu einer flachen Geröllrinne geworden, in der trübes Wasser fließt. Wo sein Weg in den Pfad der Geister mündet, sitzt am Schnittpunkt eine weibliche Gestalt mit verschleiertem Gesicht. Sie reicht ihm Brot und Salz, wie man es Hochzeitsleuten übergibt. Als sie den Schleier zurückschlägt, erkennt er Anna. Sie hockt auf einem Dreifuß wie eine der Sibyllen, zu ihren Füßen entspringt die Quelle des Stroms. Sie sitzt am Eingang zum Totenreich. Drei Schwestern sind es, eröffnet sie ihm: Einst waren sie Hoffnung, Liebe und Glaube, jetzt Klage, Sorge und Geduld. Robert küsst ihre kalte Stirn und wandert zurück.
Wieder im Archiv angekommen, begibt er sich mit dem Band der Chronik unter dem Arm zur Präfektur, wo der Hohe Kommissar ihn durchblättert und vorliest, als stünde alles, was Robert in der Stadt erlebt und erfahren hat, auf den leeren Seiten. Kein Gedanke Roberts sei verloren gegangen, bemerkt der Kommissar anerkennend, das Buch habe sich selbst geschrieben. Wie bei seiner Ankunft spricht der Präfekt zu ihm über einen Lautsprecher. Robert ist erregt über das Erlebte und erbost sich, er fühlt sich zum Narren gehalten und sieht sich in einer zwielichtigen Komödie gefangen. Darauf ertönt lautes Gelächter, auch noch nachdem Robert den Lautsprecher zerstört. In dieser heiteren Atmosphäre erblickt er in der Ferne die dreiunddreißig Wächter, welche die Weltenwaage betrachten; es sind Weise und geistige Führer mit wechselnden Gesichtern aus allen Jahrhunderten. Auf den Waagschalen liegen schwarze und lichte Gebilde, die Geist und Ungeist, Yin und Yang verkörpern. Zuweilen triumphiert die Finsternis über das Licht, dann erhält die Helligkeit wieder Zustrom und Robert erkennt, dass es nicht gleichgültig ist, ob sich der einzelne zur einen oder anderen Seite zuneigt und jeder von uns in jedem Augenblick des Lebens seinen Beitrag an den Kosmos errichtet. Er wird verabschiedet und bekommt den Chronikband mit auf die Rückreise. Am Bahnhof trifft er seine Mutter, die eben angekommen ist. Mit dem Zug fährt er über die Brücke in seine ehemalige Heimat, doch kennt er sich nicht mehr aus. Er trifft Menschen, die anscheinend einen Krieg und andere Katastrophen erlebt haben. Zu seiner Familie kehrt er nicht zurück, sondern bleibt im Zug, wo er sich allmählich mit stillschweigender Zulassung der Behörden in einem Güterwaggon einrichtet. Er wird von Leuten versorgt und beköstigt, die ihn aufsuchen und um Rat bitten. Oft wird er nach dem Sinn des Lebens gefragt und liest aus seiner Chronik vor. Einmal findet er in einem Gebirgstal Annas Grab. Eines Tages wird die Station seiner Heimatstadt ausgerufen. Vor seinem Waggon versammeln sich seine Frau, die Kinder und Enkel. Ein lähmender Schmerz in der Brust durchfährt ihn und er stirbt. Als der Zug mit ihm über die Brücke fährt, reißt er die Buchseiten der Chronik heraus und wirft sie in den Strom. An der Endstation ist ihm die Stadt merkwürdig vertraut, obwohl er sich nicht erinnern kann, jemals hier gewesen zu sein. Hier schließt sich der Kreis.

## Entstehung und Kritik
Hermann Kasack beschreibt die Entstehung des Werkes als Folge einer Schreckensvision:

„Ich sah die Flächen einer gespenstischen Ruinenstadt, die sich ins Unendliche verlor und in der sich die Menschen wie Scharen von gefangenen Puppen bewegten.“

Der Roman entstand in zwei Teilen, zunächst während des Zweiten Weltkrieges 1942–1944, sowie in den Nachkriegsjahren 1946/1947. Eine gekürzte Fassung erschien vor der Veröffentlichung in der Berliner Zeitung Der Tagesspiegel.
Der Roman wird als eines der wichtigsten Werke der inneren Emigration bezeichnet, da sich Kasack, anders als viele seiner Kollegen, nicht zur Emigration aus dem nationalsozialistischen Deutschland entschlossen hatte.
Nach seinem Erscheinen wurde der Roman begeistert aufgenommen und in den Folgejahren in mehrere Sprachen übersetzt.
Man interpretierte die geisterhafte Stimmung der Stadt, an der Schwelle zwischen Welt und Unterwelt, als ein Gleichnis für die Stimmung in Deutschland in den letzten Kriegsjahren. Wie andere Nachkriegsschriftsteller beschäftigt sich Kasack mit der Hilflosigkeit des Individuums in Konfrontation mit Grenzsituationen. Damit verbunden wird die Frage nach dem Wesen der eigenen Existenz.
The Times, London: 

„Es wäre denkbar, dass künftige Generationen Kasacks Buch mit dem gleichen Erstaunen und, da sie eine tiefere Einsicht in heute noch unerforschte Gebiete haben, mit der gleichen Bewunderung lesen werden, die wir heute den Prophezeihungen in utopischen Werken früherer Jahrhunderte entgegenbringen.“

Gerhart Pohl: 

„Das Buch ist eine großartige dichterische Version alles Werdens, Daseins und Vergehens - ein Meisterwerk des magischen Realismus.“

In seinem 1982 veröffentlichten Essay Zwischen Geschichte und Naturgeschichte äußert sich der Schriftsteller W. G. Sebald kritisch zu dem Werk:

„Die Luftangriffe, die die Zerstörung der Städte verursachten, erscheinen in döblineskem, pseudoepischem Stil als transreale Gegebenheiten.“

Zu den dann auftretenden grün uniformierten Gestalten, vor zum Richter berufenen und den Autor vertretenden Archivar, wo sie in sich zusammensacken, vermerkt Sebald:

„Dieser fast schon Syberbergschen Veranstaltung, die den zweifelhaftesten Aspekten expressionistischer Phantasie sich verdankt, wird im Schlußteil des Romans der Versuch einer Sinngebung des Sinnlosen aufgesetzt, bei welcher Gelegenheit dann von einem ehrwürdigen Meister Magus die verwickelte Vorschule einer Vereinigung abendländischer Philosophie und fernöstlicher Lebensweisheit expliziert wird.“

Und weiter:

„Im weiteren Verlauf der Erklärungen des Magus wird das alter ego Kasacks zu der Einsicht geführt, daß der millionenfache Tod in dieser Maßlosigkeit geschehen mußte, damit für die andrängenden Wiedergeburten Platz geschaffen wurde. Eine Unzahl von Menschen wurde vorzeitig abgerufen, damit sie rechtzeitig als Saat, als apokryphe Neugeburt in einem bisher verschlossenen Lebensraum auferstehen konnte. Die Wort- und Begriffswahl dieser Passagen, wo von der Öffnung der abgeschirmten Region des asiatischen Feldes, vom europäischen Daseinsgut und einem bisher verschlossenen Lebensraum die Rede ist, zeigt mit erschreckender Deutlichkeit, wie sehr eine an den Stil der Zeit gebundene philosophische Spekulation gerade im Versuch der Synthese ihre besseren Intentionen versetzt. Die von der ‚inneren Emigration‘ immer wieder vertretene These, daß sich die echte Literatur unterm totalitären Regime einer Geheimsprache bedient hätte, erweist sich also auch in diesem Fall nur insofern als richtig, als deren Code mit dem der faschistischen Diktion unfreiwilligerweise übereinstimmte. Die Vision einer neuen pädagogischen Provinz, die bei Kasack ähnlich wie bei Hermann Hesse oder Ernst Jünger ausgebreitet wird, verschlägt dagegen wenig, ist doch auch sie nurmehr das Zerrbild des hochbürgerlichen Ideals einer vor und über dem Staat wirksamen Korporiertheit, die in den ordinierten faschistischen Eliten ihre äußerste Korrumpierung und Perfektion erfuhr. Wenn es also dem Archivar ausgangs seiner Geschichte erscheint, als ob sich an der Stelle, die der abgeschiedene Geist mit dem Finger gestreift hatte, ein Zeichen bildete, ein kleines fleckiges Mal, eine letzte Schicksalsrune, so ist das eine kaum mehr zu unterbietende Synopsis der gegen die erzählerische Intention sich entwickelnden Tendenz des Kasackschen Werks, das die Trümmer der Zeit nochmals begräbt unter dem Gerumpel einer gleichfalls ruinierten Kultur.“

## Ausgaben
- Berlin 1946 (gekürzte Vorabveröffentlichung im Tagesspiegel)
- Berlin 1947 (Erstausgabe des Suhrkamp-Verlags)
- Frankfurt am Main 1960 (Suhrkamp, vom Verfasser durchgesehene Fassung 1956)
- München / Zürich 1964 (Knaur, Taschenbuch)
- Frankfurt am Main 1979 (Suhrkamp, Band 296 der Bibliothek Suhrkamp), ISBN 3-518-01296-7
- Frankfurt am Main 1983 (Suhrkamp, Weiße Reihe)
- Leipzig 1989 (DDR-Reclamheft)

### Übersetzungen
- Staden bortom floden. Stockholm 1950.
- La ville au delà du fleuve. Paris 1951.
- La città oltre il fiume. Milano 1952.
- Kaupunki virran takana. Helsinki 1952.
- The city beyond the river. London / New York / Toronto 1953.
- Byen og elven. Oslo 1954.
- La ciudad detrás del río. Übersetzt von Alberto Luis Bixio. Ed. Guillermo Kraft, Buenos Aires 1955.
- Город за рекой. Moskau 1992.
- Ferner existieren eine chinesische und eine japanische Ausgabe.